# Turism i Paris
Turism i Paris utgjordes 2022 av 44 miljoner besökare, varav 24 miljoner fransmän som besöker staden. Siffrorna har då inte riktigt återhämtat sig sedan åren innan covid-19-pandemin och dess restriktioner, då Paris besöktes av cirka 30 miljoner utländska turister årligen. År 2019 rankades staden som den andra mest besökta i världen, efter Bangkok. Populära turistattraktioner är bland annat Eiffeltornet, Notre-Dame, Sacré-Cœur, Louvren, Triumfbågen och Champs-Élysées. Staden är även en av världens dyraste (tvåa bakom Singapore).
Bland de största turistattraktionerna finns kyrkorna Notre-Dame de Paris och Sacré-Cœur, konstmuseerna Louvren och Musée d'Orsay, liksom Slottet i Versailles, Eiffeltornet, kyrkogården Père-Lachaise och Disneyland Resort Paris.

## Hotell
Paris är känt för sina eleganta hotell av vilka flera ligger vid Tuilerierna och Place Vendôme. Här finns till exempel Hotel Ritz, ”George V” och Hotel Intercontinental.

## Andra sevärdheter
- Disneyland Resort Paris
- Flèche d'or Café
- Jardin des Plantes – botanisk trädgård
- La Petite Ceinture – nedlagd järnväg
- Saint-Martin-kanalen
- Shakespeare and Company
- Quai Saint-Bernard
- La Défense – modernt kontorsområde med modern arkitektur
- Champs-Élysées
- Cité des sciences et de l'industrie – teknik- och vetenskapsmuseum/aktivitetspark i stadsdelen Vilette

## Marknader
Varje arrondissement har en egen marknadsplats, ofta utmed en trottoarkant eller liknande. Marknadernas sortiment efterföljer säsongens varor. På morgnarna, vid sextiden, börjar försäljarna packa upp varor och vid åtta brukar försäljningen av kött, grönsaker och frukt börja. Vid ettiden börjar marknaderna tömmas för att därpå stängas. Marknaderna äger vanligtvis rum två eller tre gånger i veckan på samma ställe. Försäljarna betalar en årlig avgift till den marknadsplats där de säljer.
På 400-talet hölls den första marknaden i Paris, på Île de la Cité. En av de sedan länge största grossistmarknaderna i världen, Hallarna, ligger i staden. Under stadssaneringen i slutet av 1960-talet ersattes Hallarna av ett stort centra, det idag så kallade "Forum des Halles", medan det före detta Hallarna flyttades utanför stadsmurarna. Det finns planer på att göra om hela Forum des Halles.
Vid Porte de Clignancourt, ligger loppmarknaden Marché aux Puces de St-Ouen, som har 3 000 handlare spridda över sju hektar och med 180 000 besökare varje helg.

## Nöjen och nattliv
- Disneyland Paris - nöjespark för barnfamiljer
- Parc Astérix - nöjespark för barnfamiljer

Populära områden med klubbar och barer är bland andra:
- Châtelet-Les Halles (1:a)
- Place de la République (3:e / 11:e)
- Marais (4:e)
- Rue Mouffetard (5:e)
- Saint-Michel (5:e / 6:e)
- Champs-Élysées (8:e)
- Pigalle (9:e / 18:e)
- Canal Saint-Martin (10:e)
- Place de la Bastille (11:e)
- Rue Oberkampf (11:e)
- Rue de Lappe (11:e)
- La Butte-aux-Cailles (13:e)
- Montparnasse (14:e)

Klassiska nattklubbar med scenshower som även är stora turistattraktioner:
- Folies Bergère
- Le Lido
- Moulin Rouge

## Museer
Det 1793 grundade museet Louvren med över 30 000 utställningsföremål från antiken till slutet av 1800-talet räknas till de största och viktigaste museerna i världen.
I en tidigare järnvägsbyggnad på vänstra sidan av floden Seine finns sedan 1986 Musée d'Orsay, som visar målningar och skulpturer från mitten av 1800-talet till början av första världskriget. Flera av impressionismens främsta verk finns att beskåda.
1977 grundades Centre National d’Art et de Culture Georges-Pompidou (Centre Pompidou), som är en mycket känd turistattraktion i staden.
År 1985 öppnades Picassomuseet som är världens största samling av konstverk av denna konstnär. Museet ligger i Hôtel Salé.
I början av år 1997 öppnades Musée de la Musique.
Andra museer är Musée Rodin och Musée des arts et métiers, ett museum för hantverk och yrken där bland annat Foucaults pendel finns att se.

## Kyrkogårdar
- Père-Lachaisekyrkogården
- Montmartrekyrkogården
- Montparnassekyrkogården
- Paris har även ett flera mil långt system av katakomber, se Paris katakomber

## Teater
De viktigaste musikal- och teaterensemblerna i Frankrike har sitt säte i Paris. Teatern Comédie-Française eller Théâtre français är nationalteatern som huvudsakligen spelar klassiska pjäser i Molières tradition. Den grundades 1680 och mycket kända skådespelare som Sarah Bernhardt och Jean-Louis Barrault har varit verksamma vid teatern. Andra teatrar är Moulin Rouge, Théâtre des Bouffes-Parisiens, Théâtre des Champs-Elysées och Théâtre Feydeau.

## Musik
Musik- och multimediakedjan Fnac ger varje vecka ut det lilla häftet Lylo gratis, vari man listar olika konserter i olika kategorier som pop, rock och jazz, tillsammans med praktisk information om inträde, köptvång av öl och adress. De listade evenemangen kan vara allt från små spelningar längst bak i ett kafé till stora konserter av världsartister.
En gång om året anordnas i hela landet den breda musikfestivalen Fête de la musique. Under en dag uppträder tusentals artister samtidigt som amatörer uppmuntras att spela på ute på gatorna. Barer och pubar har ofta någon artist på plats. I Paris innebär denna dag, förutom ett överflöd av musik i näst intill varje kvarter och förort, ett enormt tryck på stadens gator och kollektivtrafik, som för 2005 års upplaga exceptionellt lät vissa utvalda metrolinjer rulla under natten. Evenemanget kan även leda till oroligheter, särskilt kring större torg och samlingsplatser, och kravallpoliser är en vanlig syn.

## Tryckta evenemangsprogram
Vill man veta vad som finns att göra i Paris kan man köpa l'Officiel des Spectacles eller Pariscope. Här finns veckans bio- och teaterprogram, konserter och utställningar med mera. De kommer ut en gång i veckan, på onsdagar.

## Sport
Paris har två gånger varit värd för de olympiska sommarspelen. Första gången var 1900, då spelen hölls tillsammans med en stor världsutställning och ansågs dåligt arrangerat. Andra gången, 1924, blev det ett betydligt bättre arrangemang. Staden har även blivit utsedd till värd för OS 2024
De populäraste klubbarna i Paris är fotbollslaget Paris Saint-Germain (PSG), basketlaget Paris-Levallois Basket samt rugbylaget Stade Français. I staden finns fler klubbar med ett stort antal medlemmar ofta ett större fokus på bredd än elit, det gäller t.ex. nyss nämnda Stade Français samt Racing Club de France. Det finns även fler fotbollsklubbar i Paris än Paris Saint-Germain, bland annat Paris FC, Red Star, RCF Paris och Stade Français Paris, de har dock varit betydligt mindre framgångsrika än PSG. I andra sporter spelar t.ex. Paris Volley (herrar) och Saint-Cloud Paris Stade Français (damer) på elitnivå i volleyboll.
Arenan Stade de France byggdes inför fotbolls-VM 1998 och rymmer 80 000 åskådare. På Stade de France spelades även finalen i Champions League 2005/2006 mellan Arsenal och FC Barcelona.
I Paris går även cykelloppet Tour de France i mål. Sedan 1975 avslutar man det alltid på Champs-Élysées.
Paris är viktig stad inom travsport med den franska huvudbanan Vincennesbanan som ligger strax utanför staden i området Joinville-le-Pont. Världens största travlopp Prix d'Amérique går av stapeln på banan varje år i slutet av januari som höjdpunkten under det franska vintermeetinget.
I Paris går även en av världens mest prestigefulla judotävlingar Grand Slam Paris varje år i AccorHotels Arena.

## Shopping
Många som besöker Paris passar på att handla eller bara ströva runt och titta på kläderna i de olika modevaruhusen; bland de stora märks Galeries Lafayette, Le Bon Marché, Bazar de l'Hôtel de Ville (BHV), La Samaritaine och Printemps.

## Sevärdheter

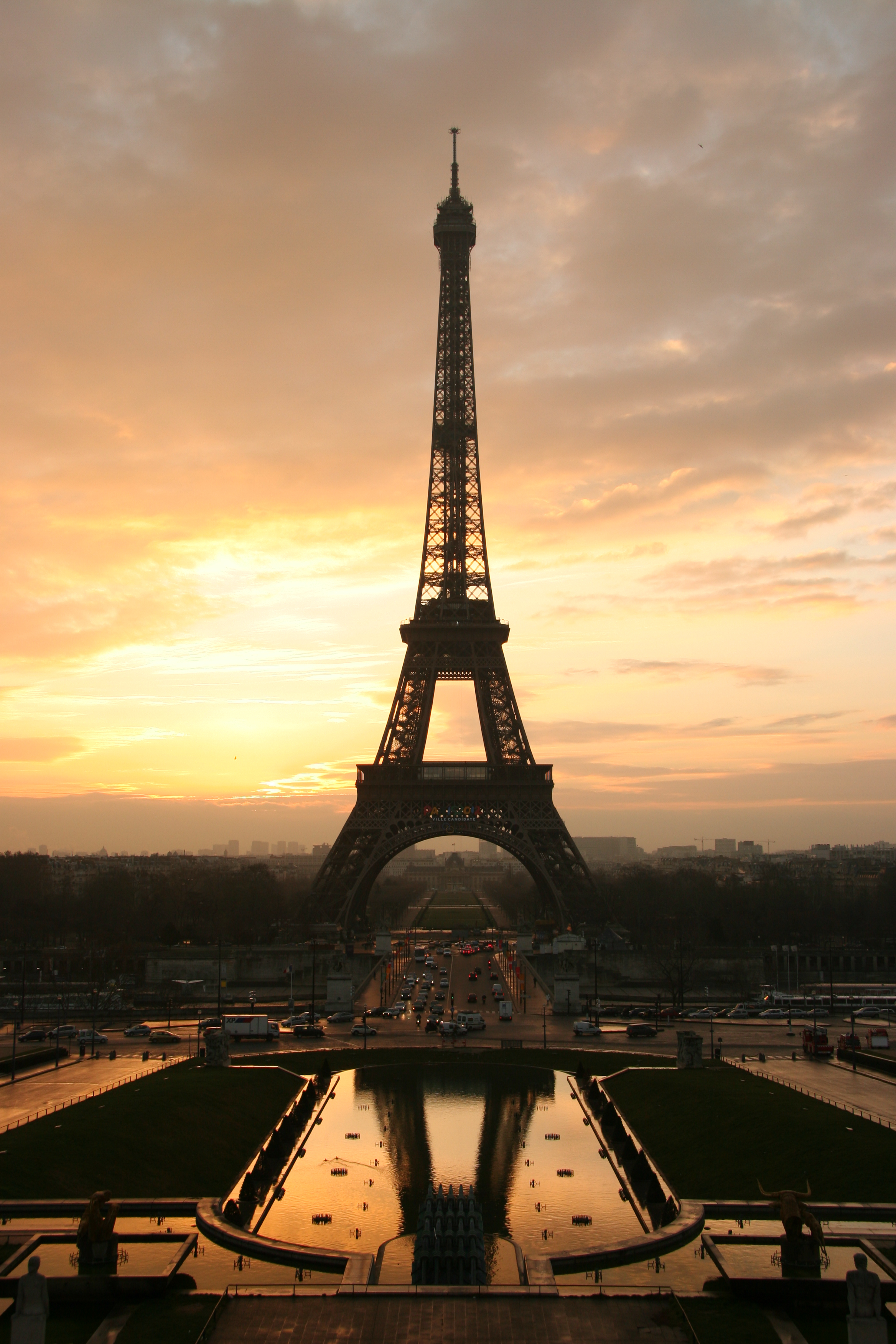
Eiffeltornet är en av Paris mest kända byggnader.

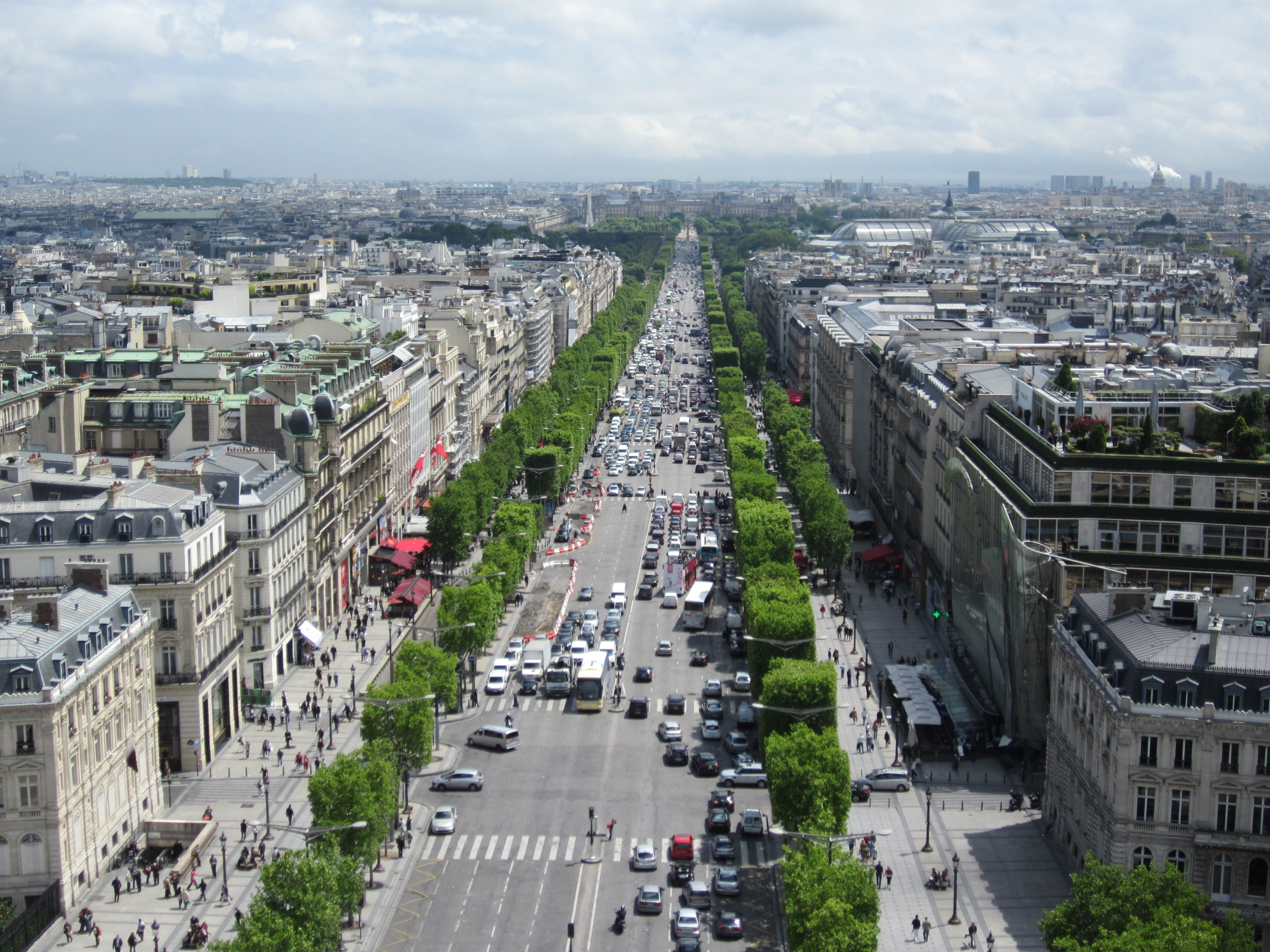
Champs-Élysées.

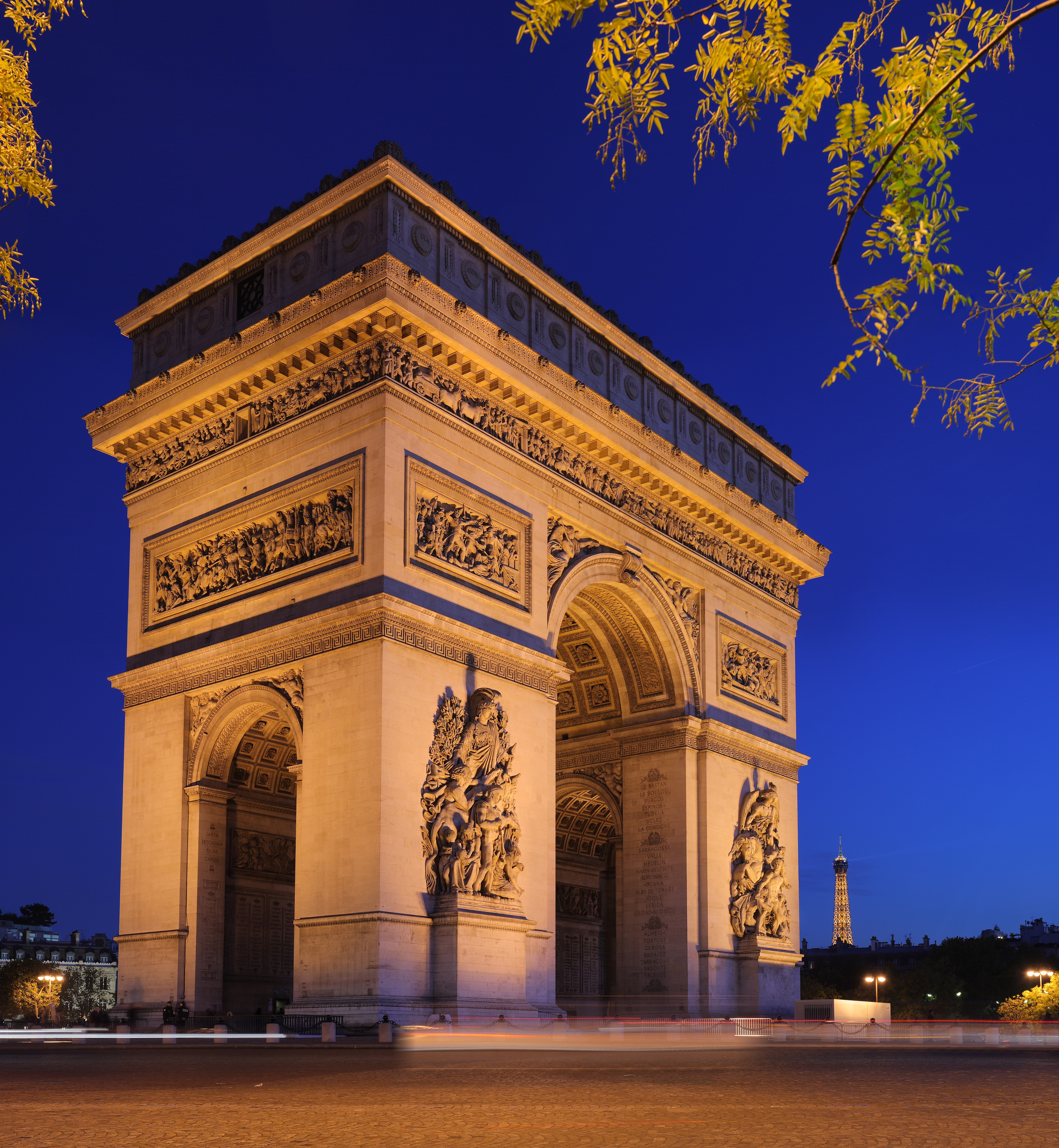
Triumfbågen på natten.

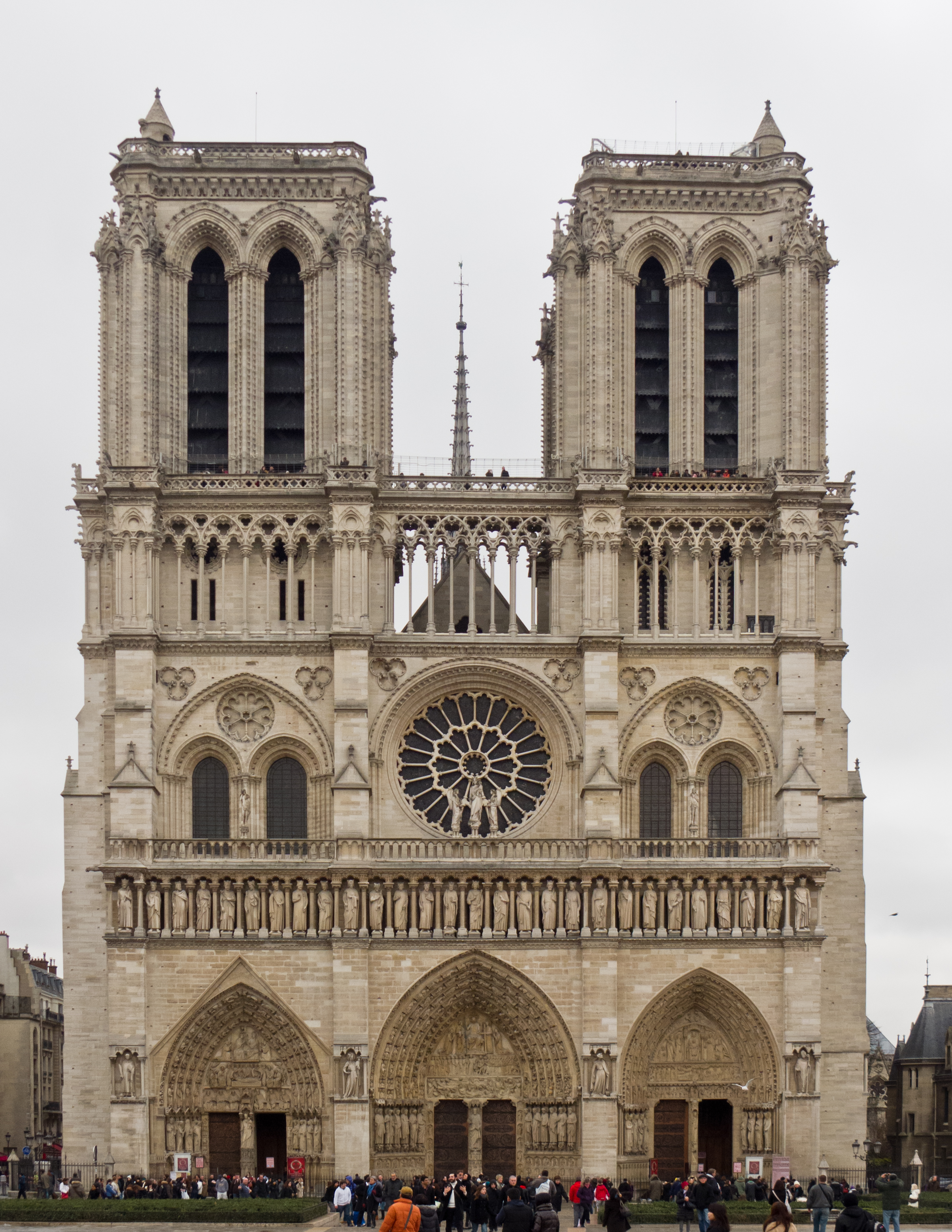
Notre Dame.

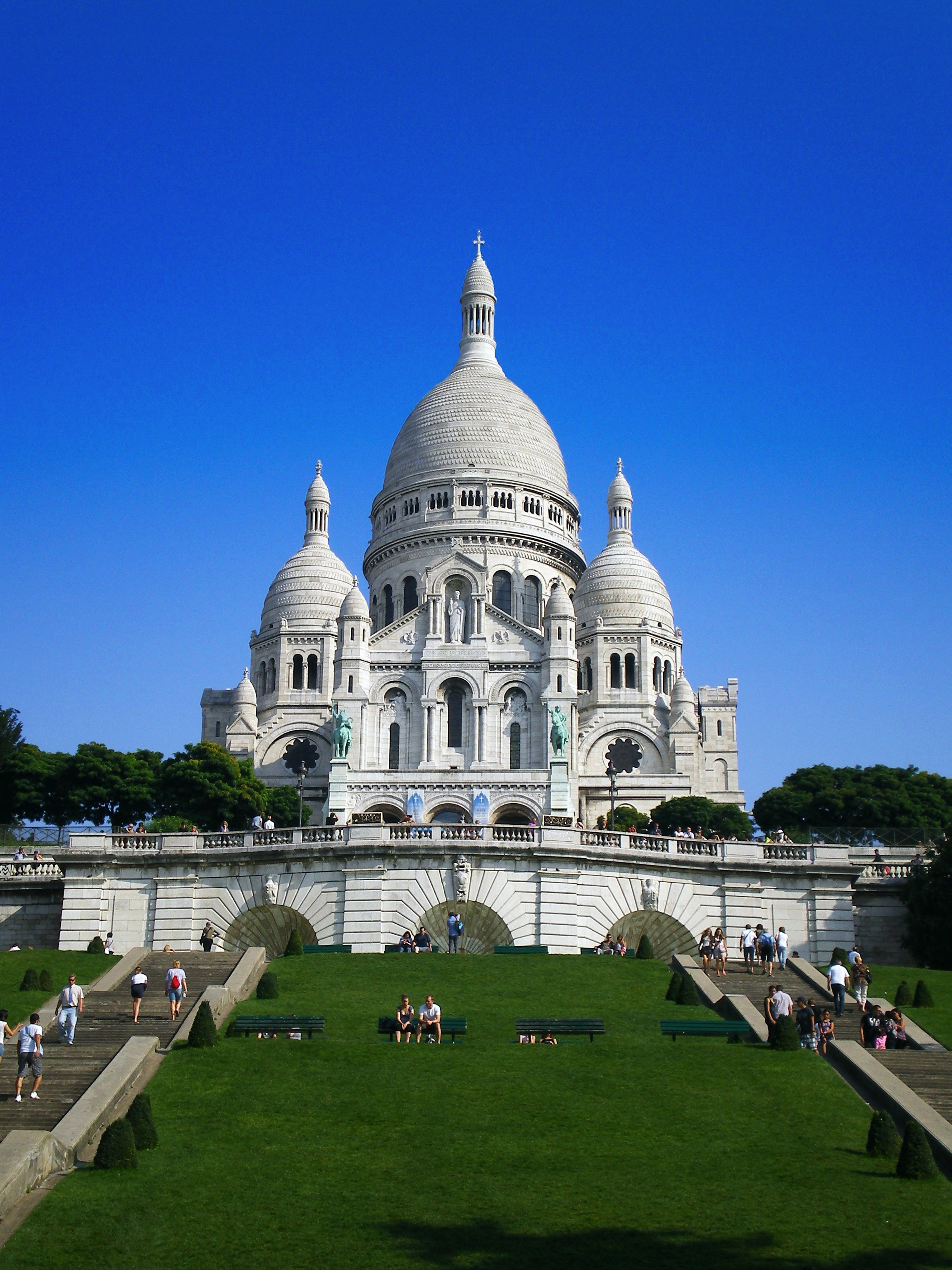
Sacré-Cœur.

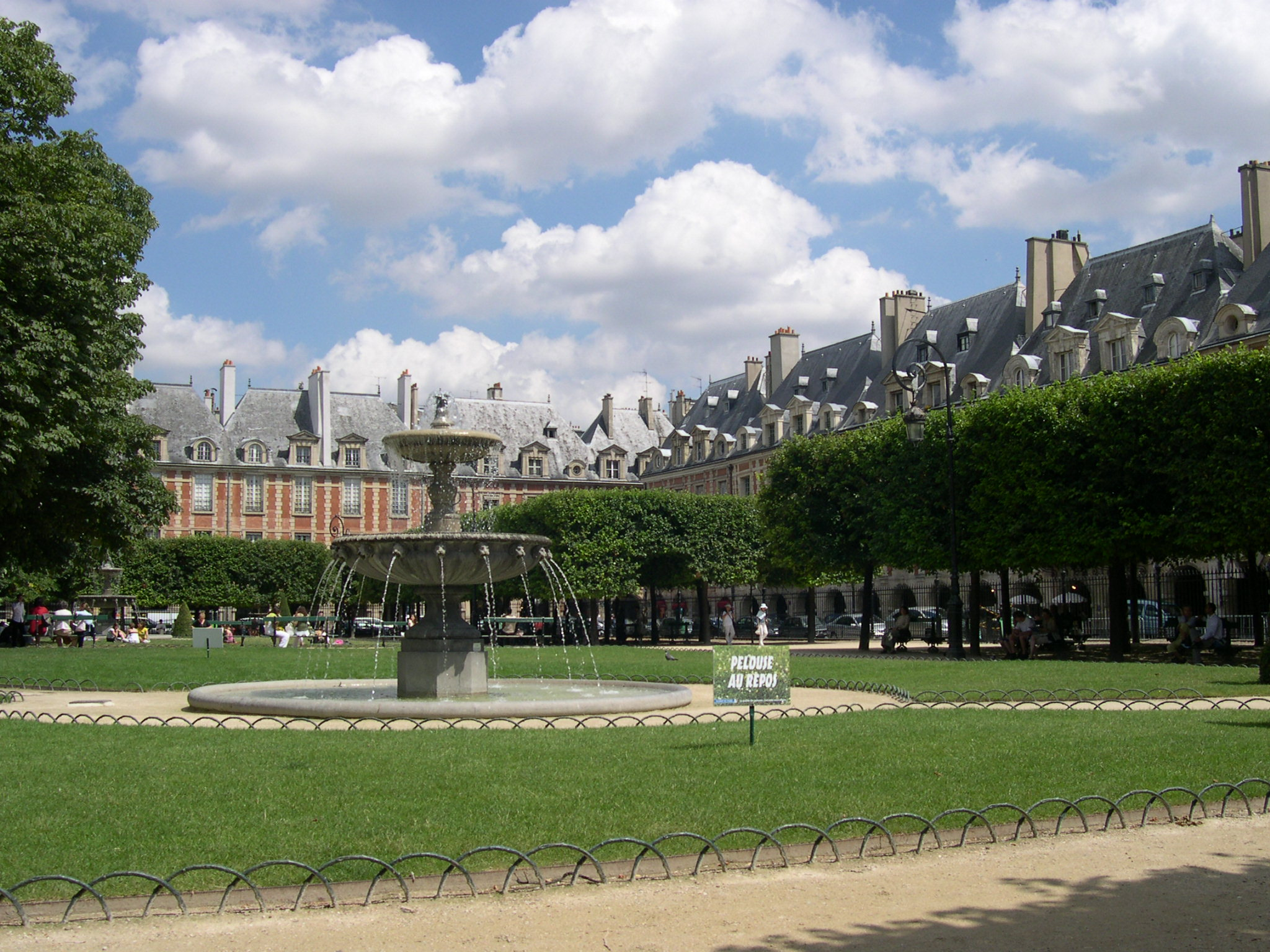
Place des Vosges.

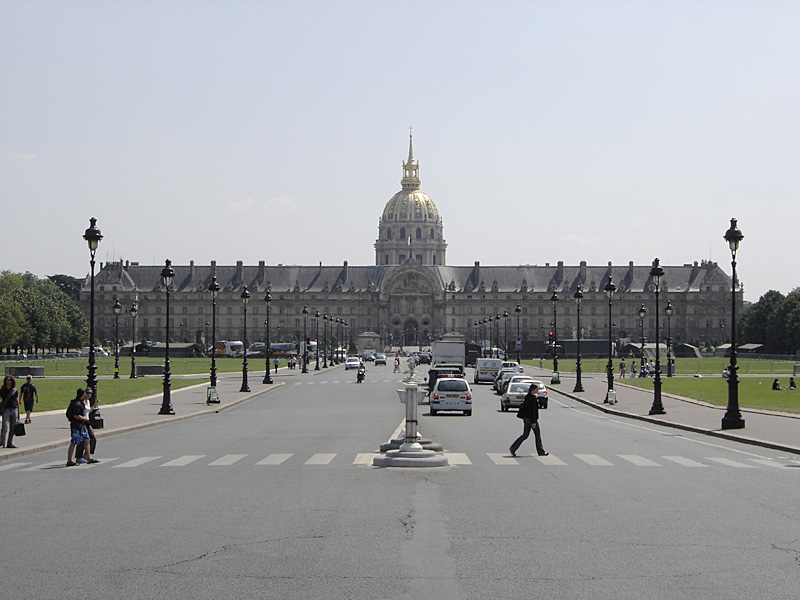
Invaliddomen.

Paris främsta landmärke idag är Eiffeltornet, som byggdes till världsutställningen i Paris 1889, då hundraårsminnet av franska revolutionen firades. Eiffeltornet är sammansatt av cirka 2,5 miljoner nitar och väger cirka 10 000 ton varav 7 300 ton består av smidesjärn.
Andra kända byggnader och monument är Louvren, både dess gamla byggnader och den nya glaspyramiden på innergården som fungerar som entré till museet, Triumfbågen - ett minnesmärke med bland annat ”den okände soldatens grav”, avenyn Champs-Élysées, kulturhuset Centre Georges Pompidou, där arkitekten placerat alla rör för värme, vatten, avlopp med mera på utsidan och dessutom färgkodat dem, den moderna ”triumfbågen” bestående av kontor, i nya stadsdelen La Défense, den lilla frihetsgudinnan i Seine, obelisken vid Place de la Concorde samt Les Halles.
I konstnärskvarteret Montmartre återfinns kända kyrkan Sacré-Cœur samt teaterscenen Moulin Rouge. Kända broar är bland andra Pont Alexandre III samt Pont Neuf. Till Paris mer kända parker hör Tuilerieträdgården, Luxembourgträdgården, Champ de Mars samt Bois de Boulogne. Place des Vosges är ett torg som liknar en park och är välbesökt.

### Kyrkor
Den tidigare klosterkyrkan Saint-Denis norr om Paris var fram till 700-talet begravningsplats för nästan alla franska kungar. 1147 påbörjades nybygget av klosterkyrkan som samtidigt var början av konststilen gotik. Katedralen Notre Dame på stadsön räknas allmänt som ett av de första exemplen på den tidiga gotiska byggnadskonsten. Kyrkan byggdes som biskopskyrka under 1100- och 1200-talen med en höjd av 69 meter. Katedralen var hem och arbetsplats för Victor Hugos romanfigur Quasimodo i Ringaren i Notre Dame. Kyrkan Sainte-Chapelle ligger mittemot Notre Dame och byggdes omkring år 1240 i gotisk stil. De användes av kungarna som förvaringsplats för religiösa reliker.
Invaliddomen byggdes under 1600- och 1700-talen. Denna praktfulla kupolkyrka tjänstgjorde som begravningsplats för betydande franska fältherrar, däribland Napoleon I, som 1840 överfördes dit. Mellan 1876 och 1914 uppfördes i romersk-bysantinsk stil kyrkan Sacré-Cœur. Genom sitt läge på kullen Montmartre är kyrkan synlig vida kring.
I Quartier Latin finns Saint-Séverin-et-Saint-Nicolas, Saint-Julien-le-Pauvre och Saint-Étienne-du-Mont, i Marais Temple des Filles de la Visitation Sainte-Marie, Saint-Paul-et-Saint-Louis och Saint-Gervais-et-Saint-Protais och i stadsdelen Saint-Germain-des-Prés kyrkorna Saint-Germain-des-Prés och Saint-Sulpice. Andra betydande kyrkor i Paris är Saint-Nicolas-des-Champs, Saint-Martin-des-Champs, Saint-Eustache, Saint-Germain-l'Auxerrois, Saint-Roch, La Madeleine, Chapelle Éxpiatoire, Saint-Augustin, Sainte-Trinité, Saint-Nicolas-du-Chardonnet, Notre-Dame-des-Victoires och Notre-Dame-des-Blancs-Manteaux.

### Andra sevärdheter
Andra sevärdheter är Chaillotpalatset och Hôtel de ville samt stadsdelen Marais. Slottet i Versailles ligger cirka två mil sydväst om Paris centrum.